# Jan Krekels
Jan Jozef Alfons Franciscus Krekels (nascido em 26 de agosto de 1947) é um ex-ciclista holandês. Se tornou campeão olímpico nos 100 km contrarrelógio por equipes em 1968, junto com Joop Zoetemelk, René Pijnen e Fedor den Hertog; e terminou em 11º na prova de estrada. Venceu a 19ª etapa do Tour de France em 1971 e o prólogo do Paris-Nice em 1970. Se aposentou do ciclismo profissional em 1978.
Krekels venceu três das quatro principais corridas de 1968, incluindo a Volta à Austrália, para ser selecionado para a equipe olímpica de 1968. Em 1969 se tornou profissional. Recusou um contrato com a equipe francesa, Bic, porque não falava francês. Em vez disso, Krekels competiu para uma pequena equipe holandesa e sua carreira fracassou.